# 80-й армійський корпус (Третій Рейх)
LXXX-й (80-й) армі́йський ко́рпус (нім. LXXX. Armeekorps) — армійський корпус Вермахту за часів Другої світової війни.

## Історія
LXXX-й армійський корпус був сформований 27 травня 1942 на Західному фронті у Західній Франції на основі 31-го командування особливого призначення.

## Райони бойових дій
- Франція (травень 1942 — жовтень 1944);
- Західна Німеччина (жовтень 1944 — травень 1945).

## Командування

### Командири
- генерал артилерії Курт Галленкамп (нім. Curt Gallenkamp) (27 травня 1942 — 7 серпня 1944);
- генерал від інфантерії, доктор Франц Баєр (нім. Franz Beyer) (7 серпня 1944 — 28 квітня 1945).

## Бойовий склад 80-го армійського корпусу
Формування управління, забезпечення та підтримки
- 116-те артилерійське командування (Arko 116), з листопада 1944 - 480-те артилерійське командування;
- 431-ше управління корпусного постачання (Korps-Nachschubtruppen 431);
- 431-й корпусний батальйон зв'язку (Korps-Nachrichten-Abteilung 431), з листопада 1944 - 486-й корпусний батальйон зв'язку;
- 431-й взвод фельджандармерії (Feldgendarmerie-Trupp 431);
- 431-ша польова пошта (Feldpostamt 431).

- 7-ма танкова дивізія (7. Panzer-Division);
- 15-та піхотна дивізія (15. Infanterie-Division);
- 327-ма піхотна дивізія (327. Infanterie-Division);
- 708-ма піхотна дивізія (708. Infanterie-Division);
- 715-та піхотна дивізія (715. Infanterie-Division).

- 15-та піхотна дивізія;
- 708-ма піхотна дивізія.

- 158-ма резервна дивізія (158. Reserve-Division);
- 708-ма піхотна дивізія.

- 273-тя резервна танкова дивізія (273. Reserve-Panzer-Division);
- 158-ма резервна дивізія;
- 708-ма піхотна дивізія.

- 1-ша танкова дивізія Лейбштандарте-СС «Адольф Гітлер» (1. SS-Panzer-Division "Leibstandarte SS Adolf Hitler");
- Танкова дивізія «Лер» (Panzer-Lehr-Division);
- 12-та танкова дивізія СС «Гітлерюгенд» (12. SS-Panzer-Division "Hitlerjugend");
- 17-та танково-гренадерська дивізія СС «Гьотц фон Берліхінген» (17. SS-Panzergrenadier-Division "Götz von Berlichingen");
- 26-та танкова дивізія (26. SS-Panzer-Division);
- 27-ма танкова дивізія (27. SS-Panzer-Division).

- 5-та парашутна дивізія (5. Fallschirmjäger-Division);
- Танкова дивізія «Лер»;
- 48-ма піхотна дивізія (48. Infanterie-Division).

- 212-та фольксгренадерська дивізія (212. Volks-Grenadier-Division);
- 276-та фольксгренадерська дивізія (276. Volks-Grenadier-Division).

- 36-та фольксгренадерська дивізія (36. Volks-Grenadier-Division);
- 335-та піхотна дивізія (335. Infanterie-Division).

- 212-та фольксгренадерська дивізія;
- 560-та фольксгренадерська дивізія (560. Volks-Grenadier-Division).

- 198-ма піхотна дивізія (198. Infanterie-Division);
- 16-та фольксгренадерська дивізія (16. Volks-Grenadier-Division);
- 47-ма фольксгренадерська дивізія (47. Volks-Grenadier-Division);
- 559-та фольксгренадерська дивізія (559. Volks-Grenadier-Division).

- 716-та піхотна дивізія;
- 47-ма фольксгренадерська дивізія;
- 246-та фольксгренадерська дивізія (246. Volks-Grenadier-Division);
- 559-та фольксгренадерська дивізія.